# Seaweed (Band)
Seaweed ist eine 1989 gegründete US-amerikanische Grunge- und Punkrockband aus Tacoma, Washington, nahe der Grunge-Hochburg Seattle.

## Geschichte
Aaron Stauffer hatte sich bereits in seiner Highschoolzeit als Sänger betätigt, als er 1989 auf dem College seinen Gitarre spielenden Freund Clint Werner in sein neues Bandprojekt Seaweed (dt.: „Seetang“) einbezog. Der Gitarrist Wade Neal, der Bassist John Owen Atkins und der Schlagzeuger Bob Bulgrien komplettierten die Band, die nun – wie sie selbst sagten – komplett aus feierlaunigen, aber finanzschwachen „Middleclasskids“ bestand.
Atkins betrieb um 1989 herum kurzzeitig nebenher ein Kleinstlabel namens Leopard Gecko. Dort erschienen die ersten drei 7"-Vinyl-Veröffentlichungen der Band, das Label konnte aber auch eine Single der Melvins verlegen. An Auftrittsmöglichkeiten mangelte es – im Gegensatz zum nahen Seattle – gewaltig. Es gab einen einzigen Club im Ort, der jedoch nach drei Monaten schon wieder geschlossen werden musste. Es blieben nur Collegepartys und Kellerkonzerte für Live-Auftritte. Mit der Single Deertrap im Gepäck, die im Rahmen der International-Pop-Underground-Singles-Serie bei K Records veröffentlicht worden war, spielte die Band später in der Region und ließ das in Seattle ansässige auf Grunge spezialisierte Independent-Label Sub Pop auf Seaweed aufmerksam werden.
Das Album Despised, das drei Titel aus der ersten EP enthält, wurde von Jack Endino im Reciprocal Studio in Seattle produziert. Es erschien 1991. Im Folgejahr produzierte wieder Endino den Nachfolger Weak. Die Band absolvierte daraufhin eine zermürbende Europatournee mit 69 Konzerten, selten mit einem Tag Pause dazwischen. Im deutschsprachigen Raum wurden im Juni 1992 22 Konzerte gegeben. Sub Pop wollte das erkennbare Vermarktungspotential ausschöpfen, weshalb deren A&R-Abteilung Seaweed weiter antrieb: Die Band sollte auf dem zweiten Lollapalooza-Festival auftreten, war allerdings körperlich am Ende und erfüllte dem Label diesen Wunsch nicht. Das nächste Album mit dem nicht die Veröffentlichungsabfolge wiedergebenden Namen Four wurde kostensparend selbstproduziert, denn Gitarrist Werner hatte sich ein eigenes Studio auf Pump eingerichtet. Sub Pop konnte so die Investition auf den Videodreh zu Losing Skin verlagern. Dieser Titel wurde dann 1993 tatsächlich ein Erfolg.
Seaweed unterschrieb nach Ablieferung der vertraglich vereinbarten drei Alben für Sub Pop einen Major-Deal bei Disneys Hollywood Records. Für das Album Spanaway (1995) wurde der Nirvana-, White-Zombie-, Helmet- und Sonic-Youth-Produzent Andy Wallace verpflichtet. Nach der Veröffentlichung war Seaweed Teil der ersten Warped Tour mit unter anderem Quicksand, L7, No Use for a Name, Sick of It All, Sublime und No Doubt. Nach unbefriedigenden Spanaway-Verkaufszahlen trotz guter Pressekritiken, wurde Seaweed von Hollywood Records fallen gelassen.
Die Band erhielt 1998 eine neue Chance bei Merge Records. Bulgrien war zwischenzeitlich ausgestiegen und durch den Quicksand-Schlagzeuger Alan Cage ersetzt worden. Mit ihm wurde das Album Actions and Indications eingespielt, die Band zerbrach jedoch unmittelbar nach der Veröffentlichung. Stauffer tat sich daraufhin mit dem ehemaligen Screaming-Trees-Bassisten Van Conner zusammen. Unter der Bezeichnung Gardener veröffentlichten sie 1999 ein Album und 2000 eine Single mit deutlich weniger Punk-Einschlag. 2003 trennte man sich wieder.
2007 erfolgte die Wiedervereinigung der Gründungsmitglieder, außer dem Schlagzeuger. Seinen Posten besetzte Jesse Fox neu. Sporadische Auftritte und eine 2011 erschienene, nach den darauf befindlichen Stücken Service Deck/The Weight betitelte, Single schlagen seitdem zu Buche. Aaron Stauffer lebt inzwischen in Mendocino und arbeitet in einem Krankenhaus als Pfleger. Wade Neal arbeitet als Anwalt. Alle Seaweed-Musiker sind nebenher in kleineren Bands aktiv.

## Stil
Nach eigener Aussage spielt Seaweed Punkrock. Die größte Beeinflussung sei von Black Flag und Wasted Youth ausgegangen. Auch die Misfits und Circle Jerks hätten bei der Stilfindung eine gewisse Rolle gespielt. Englischer Punk hat Aaron Stauffer nie interessiert, weil dieser europäische Stil mehr am Rock ’n’ Roll orientiert war, weniger Metal-fundiert. Außerdem hätten englische Punkbands mehr Wert auf die politischen Textbotschaften gelegt als auf die Instrumentenbeherrschung und gute Riffs.
Markus Kavka nannte Seaweed im Metal Hammer eine „Alternative-Band mit leichtem Punk-Einschlag“. Reinhard Schielke von EB/Metronom verglich die Band mit Hüsker Dü, also einer Alternative/Punk-Band. Sein Kollege Peter Scharf ermittelte „3/4 Punk“ und „1/4 Noise-Rock“. Cam Lindsay beschrieb auf noisy.vice.com die Musik als „Punk mit ein bisschen Grunge, Pop-Punk, Hardcore und Metal“. „Hardcore mit vom Metal inspirierten Riffs“ machte der Redakteur vom magnetmagazine.com aus. Uwe „Buffo“ Schnädelbach nannte im Rock Hard die drei Stilrichtungen Punk, Grunge und „Indiegitarrenrock“. Drei Ausgaben später fasste er die Stile zu dem Kompositum „Punkgrunge“ zusammen. Den Hardcore-Aspekt betonten Jan Jaedicke im Gratismagazin Iron Pages („melodiöser Beinahe-Hardcore“) und Jason Alkeny auf der Online-Musikplattform Allmusic („gut geschliffener, rhythmischer Hardcore-Ansatz“).
Die Texte behandeln Adoleszenz-Themen und können daher als „hormongesteuert“ bezeichnet werden.

## Diskografie
- 1989: Inside/Stargirl/Re-think/Love Gut (EP, Leopard Gecko)
- 1990: Just a Smirk (Single, Leopard Gecko)
- 1990: Seaweed EP (Kompilations-EP, Leopard Gecko/Tupelo Recording Company)
- 1991: Despised (Album, Sub Pop)
- 1991: Deertrap (Single, K Records)
- 1992: Weak (Album, Sub Pop)
- 1992: Bill (Single in verschiedenen Formaten, Sub Pop)
- 1992: Measure (Single in verschiedenen Formaten, Sub Pop)
- 1993: Losing Skin (Single in verschiedenen Formaten, Sub Pop)
- 1993: Four (Album, Sub Pop)
- 1993: Go Your Own Way (Single in verschiedenen Formaten, Sub Pop; 1994 wiederveröffentlicht mit dem Zusatz Music from the Motion Picture „Clerks“, Columbia Records)
- 1993: Kid Candy (Single in verschiedenen Formaten, Sub Pop)
- 1995: Magic Mountainman (Single in verschiedenen Formaten, Hollywood Records)
- 1995: Start With (Single in verschiedenen Formaten, Hollywood Records)
- 1995: Spanaway (Album, Hollywood Records)
- 1995/1996: Free Drug Zone (Single in verschiedenen Formaten, Hollywood Records)
- 1998: Actions and Indications (Album, Merge Records)
- 2011: Service Deck/The Weight (Single, No Idea Records)